# Gretchen Fraser
Gretchen Fraser, född 11 februari 1919 i Tacoma, död 17 februari 1994, var en amerikansk alpin skidåkare.
Fraser blev olympisk guldmedaljör i slalom vid vinterspelen 1948 i Sankt Moritz.